# Robert Pattinson
Pour les articles homonymes, voir Pattinson.
Robert Pattinson, né le 13 mai 1986 à Barnes (Londres), est un acteur, mannequin et musicien britannique.
Révélé durant les années 2000 par des productions destinées aux adolescents, comme la franchise Twilight (2008-2012), dans laquelle il incarne Edward Cullen aux côtés de Kristen Stewart, il se fait également connaître du grand public par son rôle de Cedric Diggory dans Harry Potter et la Coupe de feu (2005), quatrième opus de la saga Harry Potter.
Par la suite, il s'investit dans des films indépendants réalisés par des cinéastes reconnus : Cosmopolis (2012) et Maps to the Stars (2014) de David Cronenberg, The Rover (2014) et The King (2019) de David Michôd, Queen of the Desert (2014) de Werner Herzog, Life (2015) d'Anton Corbijn, L'Enfance d'un chef (2016) de Brady Corbet, The Lost City of Z (2016) de James Gray, Good Time (2017) de Ben et Josh Safdie, ou encore High Life (2018), de Claire Denis.
En 2019, il est choisi pour incarner Batman, super-héros de DC Comics, dans le film de Matt Reeves, The Batman, sorti en mars 2022. Il est également choisi en 2019 pour le rôle de Neil dans Tenet de Christopher Nolan, sorti en 2020.

## Biographie

### Jeunesse
Robert Pattinson est né le 13 mai 1986 à Barnes, en banlieue de Londres. Sa mère Clare travaille pour une agence de publicité et son père Richard est importateur de voitures de collection aux États-Unis. Robert Pattinson a aussi deux sœurs plus âgées : Lizzy, qui est chanteuse, et Victoria, qui travaille dans une agence de publicité à New York.
À l'âge de douze ans, il intègre une prestigieuse école mixte, la Harrodian School de Barnes (sud-ouest de Londres), située dans le district de Richmond upon Thames, qui n'accueille que soixante-cinq élèves pour douze enseignants. Là-bas, il ne fait que quelques années : il en est en effet renvoyé.
C'est à cette époque qu'il tente le mannequinat, grâce à sa mère, Clare, qui lui ouvre les portes de la mode. S'il obtient sa première expérience de mannequin à douze ans, sa carrière ne décolle vraiment que lorsqu'il a seize ans. Il explique lors d'une interview en décembre 2008 : « Quand j'ai commencé ma carrière de mannequin, j'étais plutôt grand et j'avais l'air d'une fille, alors j'ai eu pas mal de boulots parce qu'à l'époque le look androgyne était vraiment à la mode. Ensuite je suppose que je suis devenu trop masculin et je n'ai plus eu aucune offre. J'ai eu la carrière de mannequin la plus ratée qui soit ! » Encouragé par son père, qui le trouve trop timide, il se tourne alors vers la comédie.
Son intérêt pour le théâtre grandit lorsqu'il découvre la Barnes Theatre Company, une troupe de son quartier de Barnes. S'y étant inscrit, il travaille dans les coulisses, puis obtient quelques rôles et finit par attirer l'attention d'un agent pour la production d'une adaptation télévisée de Tess d'Urberville. Dès ce moment, il se met à chercher des rôles professionnels. Il joue dans une version amateur de Macbeth au Old Sorting Office Arts Centre.

### Débuts d'acteur et révélation commerciale (années 2000)
Repéré par un agent, Robert Pattinson décroche un rôle dans L'Anneau sacré en 2004, petit téléfilm anglais, où il joue le rôle de Giselher, puis dans The Vanity Fair de Mira Nair où il interprète le rôle du fils du personnage de Becky Sharp. Les scènes où Robert Pattinson apparaît sont coupées au montage et seulement disponibles sur les bonus du DVD.
En mai 2005, il doit apparaître dans la première anglaise de The Woman Before au Royal Court Theatre, mais est renvoyé peu avant la soirée de première et remplacé par Tom Riley.
En 2005, grâce à son apparition dans Vanity Fair, il décroche le rôle de Cédric Diggory dans Harry Potter et la Coupe de feu. Ce rôle lui vaut d'être qualifié de « Star anglaise de demain » délivré par le Times Online. Il est ainsi présenté par plusieurs critiques comme le futur Jude Law,.
En 2008, il obtient le rôle d’Edward Cullen dans le premier volet de la saga Twilight, adaptation cinématographique du livre de Stephenie Meyer Fascination, qui sort le 21 novembre 2008 aux États-Unis.

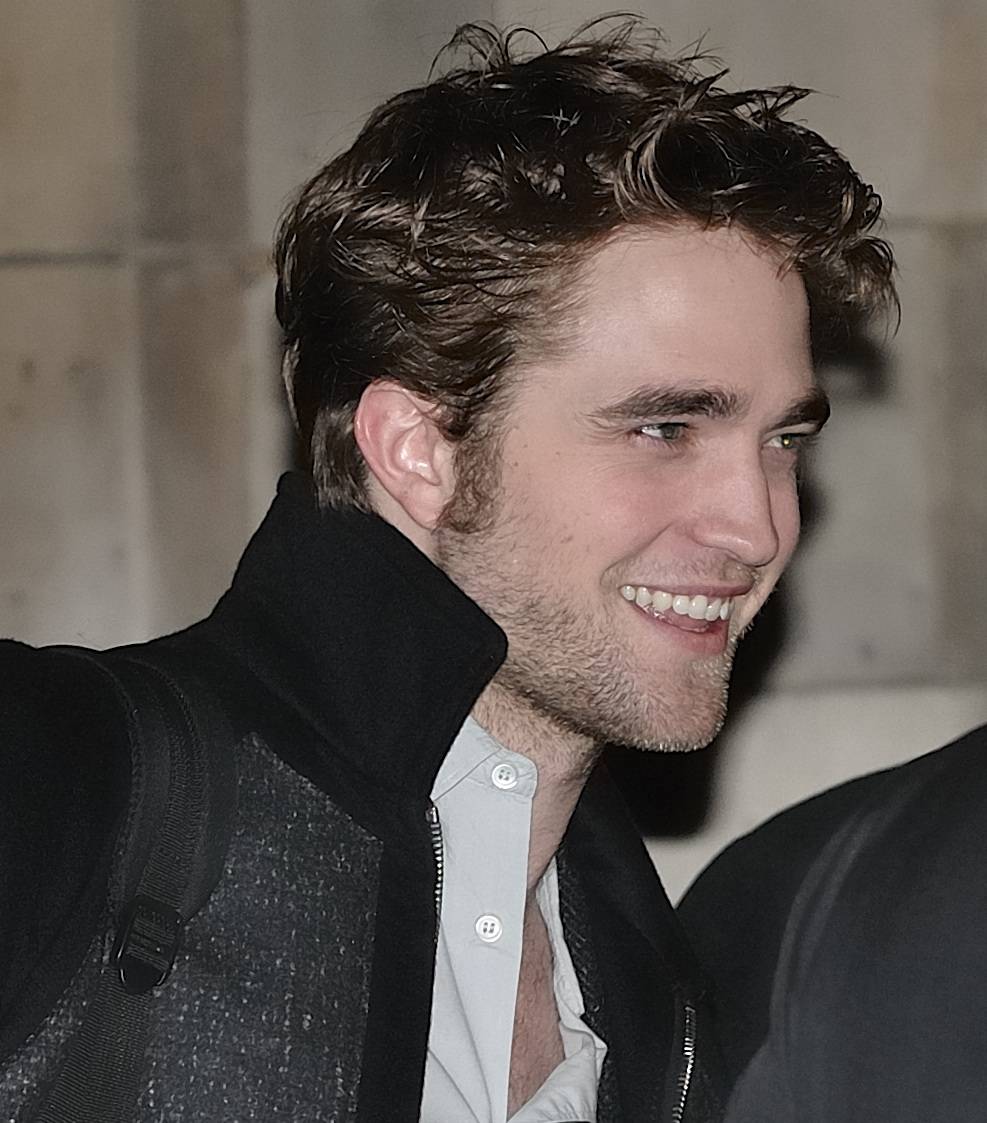
L'acteur à la première de Twilight, chapitre II : Tentation en 2009 à Paris.

Il est appelé sur un projet nommé Parts Per Billion, avec ce qu'il décrit comme : « un des scripts les plus lyriques que j'ai jamais lus dans ma vie ». Mais il renonce à Parts Per Billion car le tournage de Twilight, chapitre II : Tentation a lieu à la même période.
Il est élu parmi les « hommes les plus sexys » en 2008 par People Magazine.
Il se voit aussi proposer plusieurs rôles principaux comme celui de Salvador Dalí dans le film Little Ashes (2009), ainsi que celui d'Arthur dans How to Be, une comédie anglaise indépendante. Il apparaît également dans un court métrage intitulé The Summerhouse.
En 2009, il tient le rôle de Tyler aux côtés d'Émilie de Ravin dans Remember Me, un drame romantique sorti en 2010.

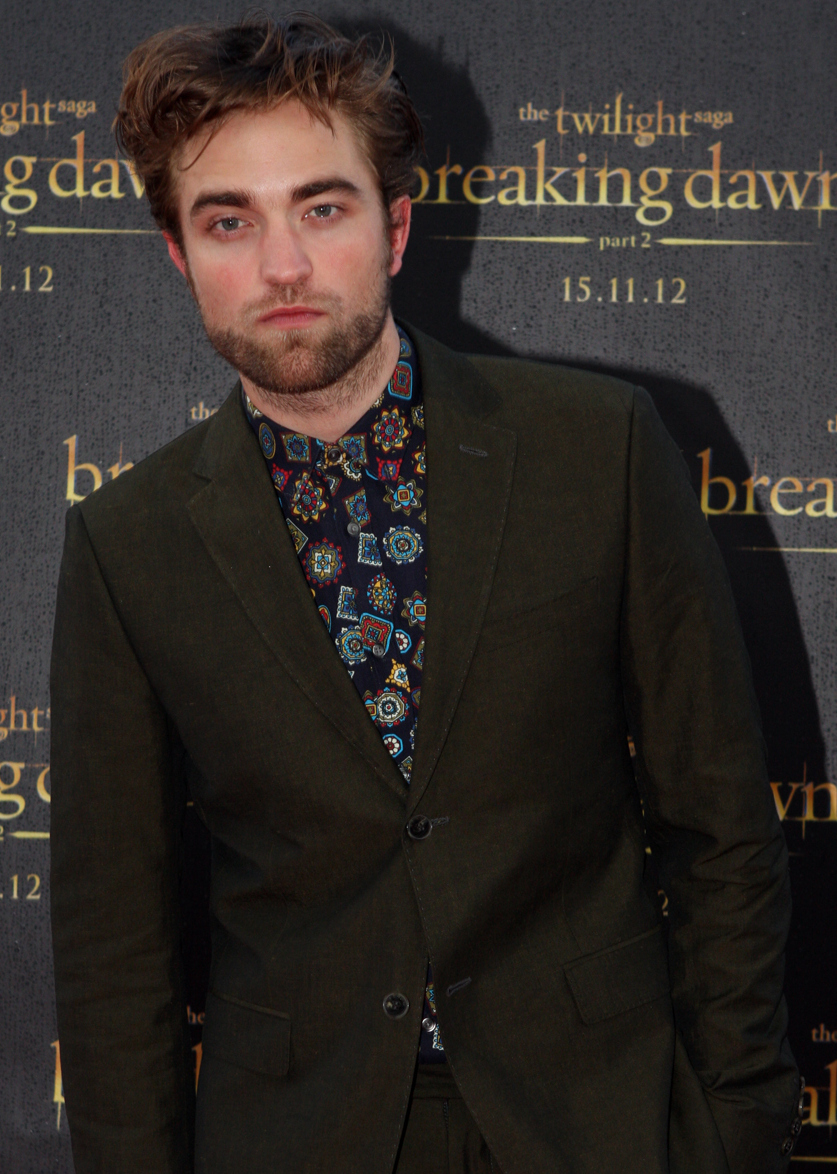
À la première de Twilight, Chapitre V : Révélation, en octobre 2012.

Il reprend le rôle d'Edward Cullen dans le troisième volet de Twilight, chapitre III : Hésitation puis dans l'épisode suivant, Twilight, chapitre IV : Révélation, tout en participant au tournage du film Bel-Ami, adaptation libre de l'œuvre de Guy de Maupassant dans laquelle il joue aux côtés de Kristin Scott-Thomas et Uma Thurman.

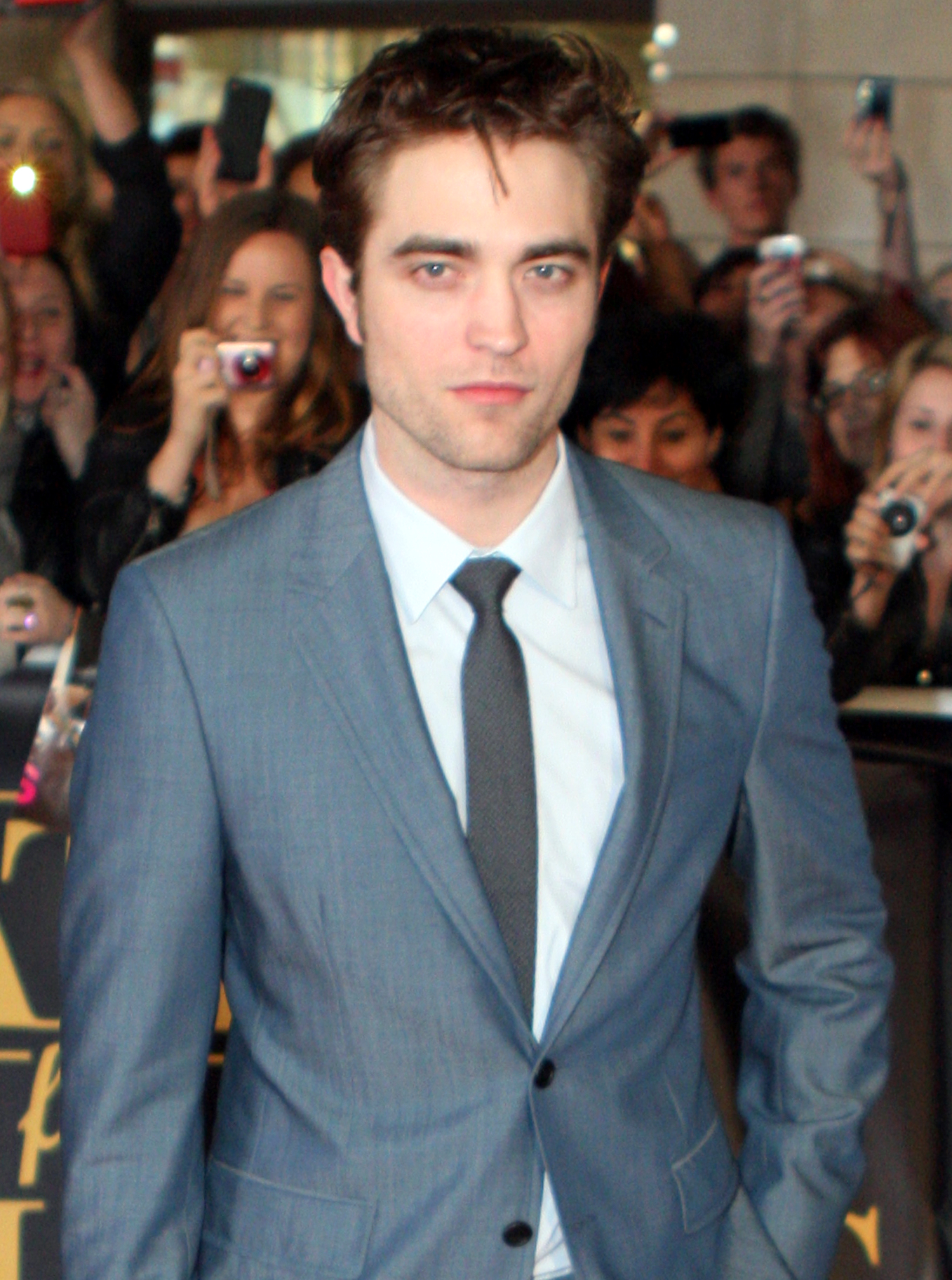
L'acteur à la première australienne de De l'eau pour les éléphants, en mai 2011.

En 2011, aux côtés de Reese Witherspoon et de Christoph Waltz, il joue le personnage principal du film De l'eau pour les éléphants, adapté du livre éponyme. Pattinson y tient le rôle de Jacob Jankovski, qui se prend de passion et se met à suivre une troupe de cirque nommée « The Benzini Brothers Most Spectacular Show on Earth ».

### Nominations

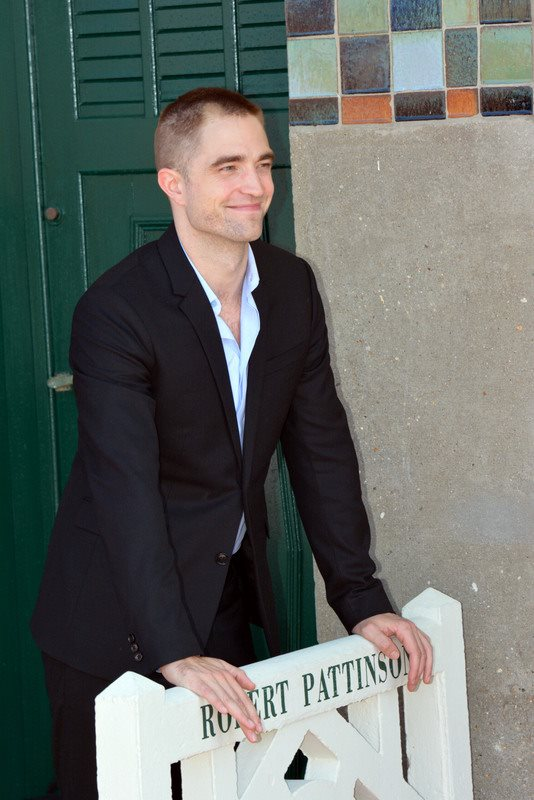
L'acteur au Festival de Deauville 2017, où il est salué pour l'ensemble de sa carrière.

### Cinéma indépendant (années 2010)
En 2012, Robert Pattinson joue Eric Packer, un milliardaire bloqué dans les rues de New-York en attendant de pouvoir se faire couper les cheveux dans l'adaptation cinématographique du livre de Don DeLillo, Cosmopolis par David Cronenberg. Le film fit partie de la sélection officielle du Festival de Cannes en 2012.
En début d'année 2013, il s'envole pour le désert australien pour tourner The Rover sous la direction de David Michôd aux côtés de Guy Pearce. Ce western futuriste raconte l'histoire d'un homme mis à rude épreuve quand un gang de voleurs lui dérobe sa voiture. Pattinson y tient le rôle de Reynolds, le plus jeune membre du gang, un être naïf et blessé qui a été abandonné par la bande à la suite du chaos de leur dernier vol.

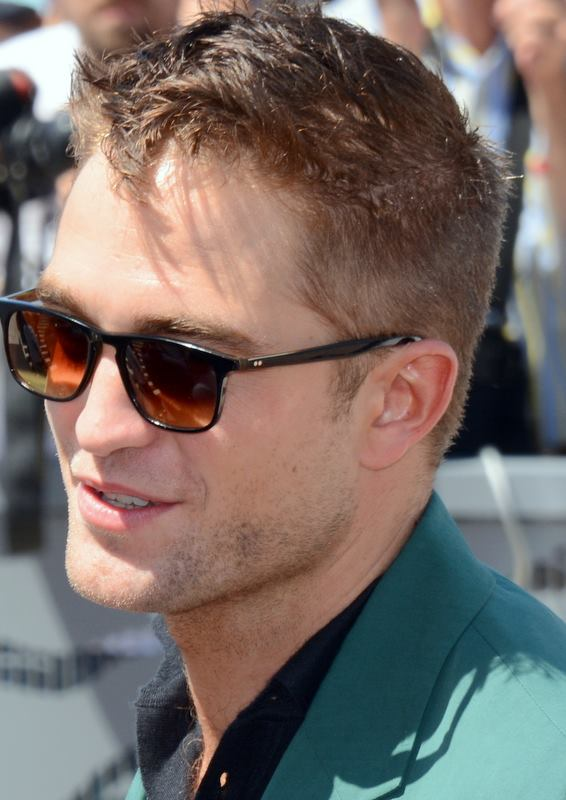
L'acteur à la première de Maps to the Stars au festival de Cannes 2014.

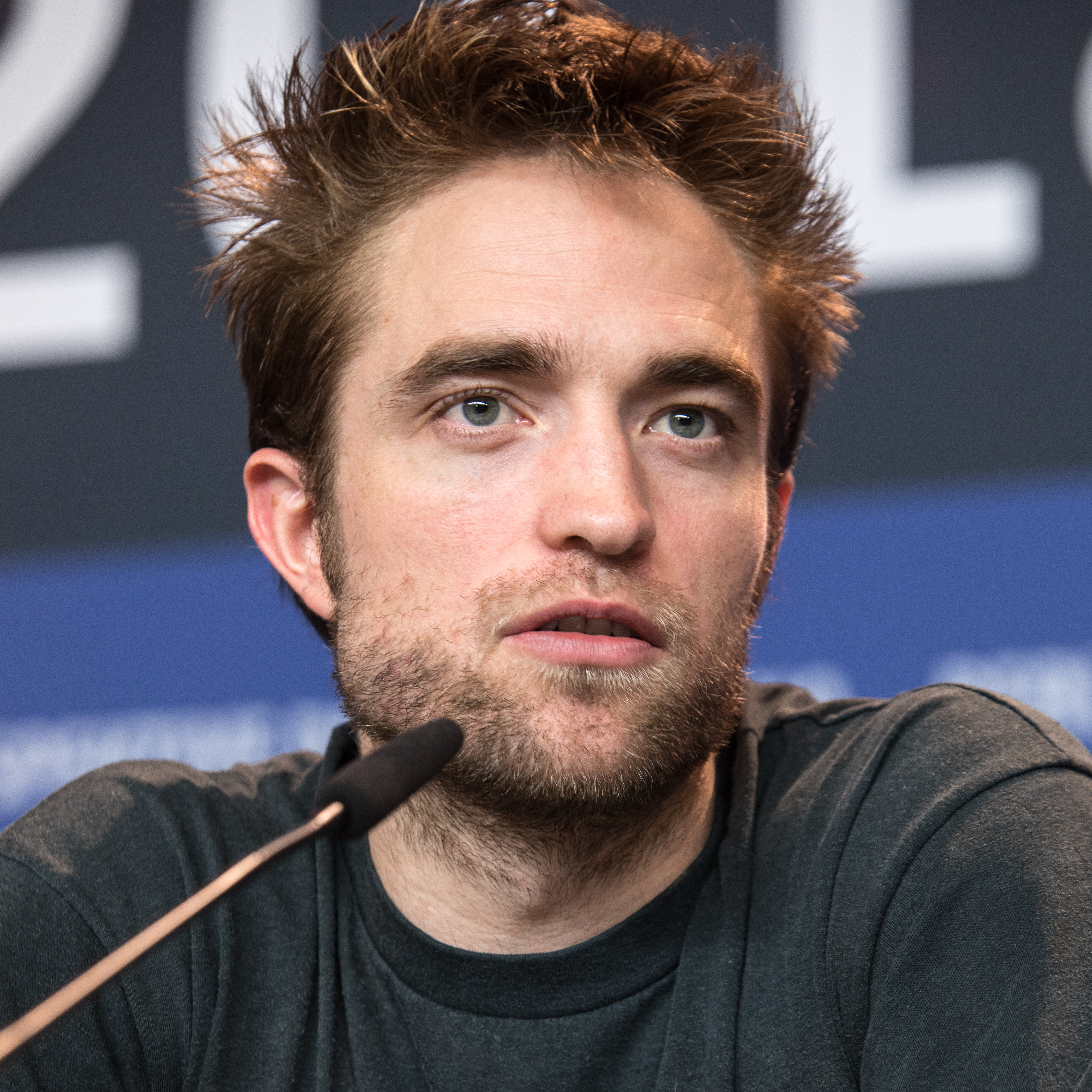
L'acteur à la Berlinale en 2018.

Puis il rejoint une nouvelle fois David Cronenberg sur son film Maps to the Stars, aux côtés de Julianne Moore et John Cusack. Un conte contemporain explorant l'obsession maladive de notre société pour Hollywood et ses célébrités. C'est le deuxième film du duo David Cronenberg / Pattinson à être sélectionné en compétition officielle du Festival de Cannes 2014.
Cette même année, Pattinson devient la nouvelle égérie du parfum Dior Homme.
2014 démarre sous le soleil du Maroc où il rejoint la distribution de Queen of the Desert de Werner Herzog, un film biographique consacré à Gertrude Bell, une espionne, archéologue et aventurière britannique qui travaillait sous couverture au Moyen-Orient au début du XXe siècle. En 1915, en pleine Première Guerre mondiale, elle est missionnée par son gouvernement de rejoindre Thomas Edward Lawrence, alias Lawrence d’Arabie, lui-même espion et chef de guerre mystique, pour rallier les tribus arabes à la cause de la Triple-Entente et au passage d'installer la dynastie Hachémite en Irak. Pattinson tient le rôle de Lawrence d'Arabie.
De retour aux États-Unis, il enchaîne avec le tournage de Life de Anton Corbijn où il tient le rôle de Dennis Stock, photographe américain et véritable légende de l’image noir et blanc des années 1950 et 1960. Ce film retrace la rencontre et l'amitié inattendue du photographe avec l'acteur James Dean incarné par Dane DeHaan. Cette mission pour Life emmène le duo dans un voyage photographique à travers les États-Unis, de Los Angeles à New York et jusqu'en Indiana, change la vie de Stock et offre au monde quelques-unes des images les plus iconiques de cette époque.
En 2016, il joue dans The Lost City of Z, film de James Gray qui raconte l'histoire de l'aventurier Percy Fawcett incarné par Charlie Hunnam. Il y joue le rôle de Henry Costin, le compagnon d'infortune de Fawcett.
En 2017, il incarne le personnage de Connie Nikas dans le film Good Time de Benny et Josh Safdie. Le film est présenté en compétition au Festival de Cannes où sa performance est tellement reconnue que beaucoup de critiques le voient comme favori pour le prix d'interprétation masculine. Mais c'est finalement Joaquin Phoenix qui l'emporte pour son rôle dans You Were Never Really Here de Lynne Ramsay.
En mai 2019, Warner Bros officialise l'acteur comme interprète de Bruce Wayne/Batman dans le film The Batman réalisé par Matt Reeves prévu pour juin 2021. Il joue également aux côtés de Willem Dafoe dans le film d'horreur psychologique The Lighthouse de Robert Eggers, une prestation saluée par la critique.
En 2022, quatre ans après la sortie du film High Life, il est pressenti par la réalisatrice française Claire Denis pour tenir le premier rôle masculin de Stars at Noon, avant de laisser sa place à Joe Alwyn.
En 2024, il est à l'affiche de Mickey 17, premier film entièrement américain de Bong Joon-ho, qui sort l'année suivante.

## Musique
Musicien également, deux de ses chansons sont présentes en musique de fond dans Twilight, chapitre I : Fascination, la première Never Think, lors de la scène au restaurant de Port Angeles (avec Bella) et Let Me Sign au moment où Edward empêche Bella de devenir vampire à Phoenix dans la salle de danse avant de la retrouver à l'hôpital avec Renée, la mère de Bella. Pattinson a commencé à prendre des cours de piano à l'âge de trois ans et apprend la guitare classique à 5 ans. Il a sorti aussi trois autres chansons, intitulées It's All on You, I Was Broken, et I'll Be Your Lover, Too qui est une reprise de Van Morrison (His Band and the Street Choir, 1970).
Robert Pattinson a aussi participé au morceau Birds du trio de Hip Hop industriel Death Grips, dans lequel il joue de la guitare.

## Vie privée
Depuis 2009, des rumeurs ont longtemps couru à propos d'une relation entre Robert Pattinson et Kristen Stewart, sa partenaire dans la saga Twilight,. Relation qui sera confirmée par l'actrice en juillet 2012, quand elle présentera alors publiquement ses excuses à Pattinson après la publication de photos volées par le magazine Us Weekly la montrant en train d'embrasser le réalisateur Rupert Sanders avec lequel elle a tourné le film Blanche-Neige et le Chasseur.
En juillet 2014, Robert Pattinson informe dans une interview ne plus être en couple avec Kristen Stewart depuis mai 2013,,.
En juillet 2014, Robert Pattinson entame une relation avec la chanteuse et danseuse britannique FKA Twigs. Ils se seraient fiancés en avril 2015 mais se séparent lors de l'été 2017, après trois ans de vie commune.
Depuis juillet 2018, il est en couple avec la chanteuse et actrice Suki Waterhouse. En novembre 2023, Suki Waterhouse annonce attendre un enfant lors du festival Corona Capital à Mexico. En mars 2024, sa compagne donne naissance à une fille.

## Filmographie

### En tant qu'acteur

#### Longs métrages
- 2004 : Vanity Fair : La Foire aux vanités de Mira Nair : Rawdy Crawley, adulte (scènes coupées)
- 2005 : Harry Potter et la Coupe de feu (Harry Potter and the Goblet of Fire) de Mike Newell : Cedric Diggory
- 2007 : Harry Potter et l'Ordre du Phénix (Harry Potter and the Order of the Phoenix) de David Yates : Cedric Diggory (images d'archive)
- 2008 : How to Be d'Oliver Irving : Arthur
- 2008 : Twilight, chapitre I : Fascination (Twilight) de Catherine Hardwicke : Edward Cullen
- 2009 : Twilight, chapitre II : Tentation (The Twilight Saga: New Moon) de Chris Weitz : Edward Cullen
- 2009 : Little Ashes de Paul Morrison : Salvador Dalí
- 2010 : Remember Me d'Allen Coulter : Tyler Hawkins
- 2010 : Twilight, chapitre III : Hésitation (The Twilight Saga: Eclipse) de David Slade : Edward Cullen
- 2010 : Love and Distrust - segment The Summer House de Ian Beck : Richard
- 2011 : Twilight, chapitre IV : Révélation, 1re partie (The Twilight Saga: Breaking Dawn) de Bill Condon : Edward Cullen
- 2011 : De l'eau pour les éléphants (Water for Elephants) de Francis Lawrence : Jacob Jankowski
- 2012 : Bel Ami de Declan Donnellan et Nick Ormerod : Georges Duroy
- 2012 : Twilight, chapitre V : Révélation, 2e partie (The Twilight Saga: Breaking Dawn - Part 2) de Bill Condon : Edward Cullen
- 2012 : Cosmopolis de David Cronenberg : Eric Packer
- 2012 : The Rover de David Michôd : Reynolds
- 2012 : Queen of the Desert de Werner Herzog : Thomas Edward Lawrence
- 2014 : Maps to the Stars de David Cronenberg : Jerome
- 2015 : Life d'Anton Corbijn : Dennis Stock
- 2016 : L'Enfance d'un chef (The Childhood of a Leader) de Brady Corbet : Charles
- 2017 : The Lost City of Z de James Gray : Henry Costin
- 2017 : Good Time de Ben et Josh Safdie : Connie Nikas
- 2018 : Pionnière (Damsel) de David Zellner et Nathan Zellner : Samuel Alabaster
- 2018 : High Life de Claire Denis : Monte
- 2019 : Le Roi (The King) de David Michôd : Louis de Guyenne
- 2019 : The Lighthouse de Robert Eggers : Ephraim Winslow
- 2019 : Waiting for the Barbarians de Ciro Guerra : Mandel
- 2020 : Tenet de Christopher Nolan : Neil
- 2020 : Le Diable, tout le temps (The Devil All The Time) d'Antonio Campos : Preston Teagardin
- 2022 : The Batman de Matt Reeves : Bruce Wayne / Batman
- 2023 : Le Garçon et le Héron : Héron gris
- 2025 : Mickey 17 de Bong Joon-ho : Mickey Barnes
- 2025 : Die, My Love de Lynne Ramsay
- 2025 : The Drama de Kristoffer Borgli

À venir
- 2026 : The Odyssey de Christopher Nolan  : Achille
- The Batman Part II de Matt Reeves
- Primetime de Lance Oppenheim

#### Téléfilms
- 2004 : L'Anneau sacré (Ring of the Nibelungs) d'Uli Edel : Giselher
- 2006 : The Haunted Airman de Chris Durlacher : Toby Jugg
- 2007 : The Bad Mother's Handbook de Robin Shepperd : Daniel Gale

#### Publicités
Dior :
- 2020 : « I am your man » avec Lana Zakocela
- 2016 : « Dior Homme Intense »
- 2013 : « Dior Homme » avec Camille Rowe

### En tant que producteur
- 2010 : Remember Me (comme producteur exécutif)

### En tant qu'interprète
- 2008 : How to Be : Choking on Dust, I'm Doing Fine
- 2008 : Twilight, chapitre I : Fascination : Never Think, Let Me Sign
- 2018 : Pionnière : Honeybun
- 2018 : High Life : Willow
- 2019 : The Lighthouse : Homeward Bound, Doodle Let Me Go (Yaller Girls), How We Got Back To The Woods Last Year

## Distinctions

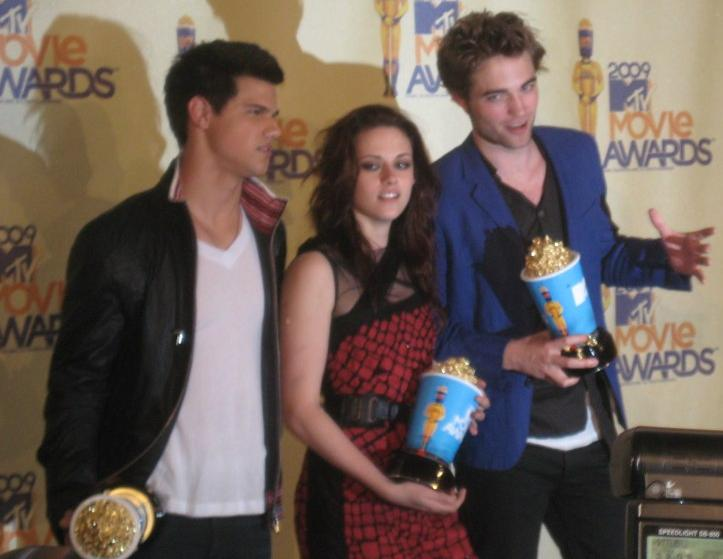
Taylor Lautner, Kristen Stewart et Robert Pattinson au MTV Movie Awards 2009.

### En tant qu’ambassadeur d'une marque
- 2013 : Dior Homme

## Voix francophones
En version française, Robert Pattinson est dans un premier temps doublé par Sébastien Desjours dans L'Anneau sacré puis par Julien Allouf dans Harry Potter et la Coupe de feu. À partir du film Twilight, chapitre I : Fascination sorti en 2008, il est doublé dans toutes ses apparitions par Thomas Roditi. Ce dernier le double notamment dans Remember Me, De l'eau pour les éléphants, Cosmopolis, The Lost City of Z, Good Time, The Lighthouse, Tenet ou encore The Batman.
En version québécoise, Nicholas Savard L'Herbier est la voix régulière de l'acteur et le double notamment dans les films Twilight, La Rage de vivre, La Carte des étoiles, Le Phare et Tenet.